# جان فوی
جان فوی (انگلیسی: John Foy؛ ۲۶ مارس ۱۸۸۲ – ۱۰ فوریهٔ ۱۹۶۰) دونده ماراتن اهل ایالات متحده آمریکا بود.